# Tutti giù per aria
Tutti giù per aria è un film documentario del 2009, diretto da Francesco Cordio, autoprodotto da alcuni dipendenti della compagnia aerea Alitalia e dall'associazione culturale "Cogito".
Al centro dell'opera sono gli eventi del turbolento periodo di Alitalia tra l'agosto 2008 e l'aprile 2009, tra vertenze, contestazioni, assemblee, scioperi e manifestazioni da parte dei lavoratori della compagnia di bandiera italiana che si opporsero all'acquisizione della stessa da parte di un gruppo di imprenditori sostenuti dal governo Berlusconi.
Alla scrittura della sceneggiatura parteciparono: Alessandro Tartaglia Polcini, ideatore nonché produttore del film, Francesco Staccioli e Guido Gazzoli, produttore associato, tutti e tre accomunati dal fatto di essere assistenti di volo in cassa integrazione al tempo della realizzazione del documentario.
Nel cast artistico figurano come principali interpreti: Fernando Cormick, nel ruolo di un assistente di volo in cassaintegrazione, Dario Fo, Luca Bussoletti, Ascanio Celestini e Marco Travaglio.

## Trama
Roma, 2008: un assistente di volo, interpretato da Fernando Cormick, della compagnia aerea Alitalia si sveglia al mattino in casa propria ricordando i mesi caldi di mobilitazione che hanno poi decretato l'inesorabile fine della società per la quale per tanti anni ha lavorato. Nei suoi pensieri si sviluppano una serie di tristi ricordi che lo riportano a quel periodo. Si rade, indossa la sua divisa, prepara il suo bagaglio pronto per partire. I suoi ricordi lo riconducono sempre sul suo luogo di lavoro, l'aeroporto. Continua a ricordare.
Prende la sua auto e si reca in aeroporto. Parla con i suoi colleghi, cerca di imbarcarsi su un volo senza riuscirci. Vaga senza meta nei lunghi corridoi dell'aerostazione nel tentativo di trovare una soluzione. La sua divisa è a brandelli. Si troverà alla fine sul molo di un porto con l'inesorabile consapevolezza del suo licenziamento.
All'interno del film documentario sono presenti straordinari contributi di personaggi della cultura, della politica, dell'economia, del giornalismo, del sindacato e dello spettacolo. Tra questi Dario Fo, Luca Bussoletti, Paolo Ferrero, Ugo Arrigo, Marco Travaglio, Giorgio Cremaschi e Ascanio Celestini che, con un suo tagliente e ironico monologo, rappresenta il desolante quadro dell'intera vertenza.

## Produzione
Tutti giù per aria nasce da un'idea di Alessandro Tartaglia Polcini, ex assistente di volo Alitalia e giornalista, che dopo mesi di riprese, ha deciso di realizzare un documentario di inchiesta con lo scopo di cercare di chiarire le reali motivazioni del fallimento dell'Alitalia. Nella produzione è intervenuta l'Associazione Culturale Cogito. L'obiettivo è stato puntato sugli ultimi mesi di contestazione di un'intera categoria, quella dei lavoratori dell'ex Alitalia, che si è trovata coinvolta in una centrifuga politico-economica senza precedenti in Italia.
Francesco Staccioli e Guido Gazzoli sono gli autori della sceneggiatura per quanto riguarda la parte della voce voce fuori campo, interpretata da Roberto Pedicini, che racconta i pensieri del protagonista. In seguito si sono uniti alla stesura della sceneggiatura il regista Francesco Cordio, il produttore Alessandro Tartaglia Polcini, il montatore Francesco Biscuso.

### Cast
La scelta dell'attore Fernando Cormick come interprete dell'assistente di volo è stata voluta dal regista Francesco Cordio. Sempre Cordio ha chiamato il cantautore Luca Bussoletti per scrivere l'omonima canzone dei titoli di coda e la colonna sonora che Bussoletti ha composto insieme a Riccardo Corso. La voce di Roberto Pedicini e gli interventi di Dario Fo e Ascanio Celestini sono stati voluti dal produttore Alessandro Tartaglia Polcini.

### Riprese
Le riprese sono iniziate il 28 agosto del 2008 di fronte al Ministero del lavoro, della salute e delle politiche sociali, in via Flavia, a Roma, dove avevano luogo i primi presidi dei lavoratori. Le riprese sono poi proseguite in tutti quei luoghi dove erano presenti manifestazioni, presidi e assemblee. La parte recitata invece è stata girata in parte all'interno dell'aerostazione di Fiumicino mentre un'altra lungo il molo del porto di Fiumicino.

## Colonna sonora
Le musiche film sono state realizzate da Luca Bussoletti e Riccardo Corso. Alessandro Tartaglia Polcini, per l'Associazione Culturale Cogito, ha prodotto il videoclip della canzone Tutti giù per aria dove intervengono, come coro della canzone, i veri lavoratori cassaintegrati dell'Alitalia.

## Accoglienza
Tutti giù per aria ha concorso e vinto diversi premi tra cui: Tam Tam Digifest, la targa speciale al RIFF - Rome Independent Film Festival e quella al PIVI 2009; PMC festival Ugento 2009; PIVI Festival Faenza 2009.